# Норберт Озімек
Норберт Озімек (пол. Norbert Ozimek, 24 січня 1945) — польський важкоатлет.
Срібний призер Олімпійських Ігор 1972 року в напівважкій вазі, бронзовий призер 1968 року в напівважкій вазі.